# Leonidas Stergiou
Leonidas Stergiou (Wattwil, 3 maart 2002) is een Zwitsers–Grieks voetballer die doorgaans als centrale verdediger speelt. Hij stroomde in 2019 door vanuit de jeugd van St. Gallen. Stergiou debuteerde in 2022 in het Zwitsers voetbalelftal.

## Clubcarrière
Stergiou speelde in de jeugd van  FC Wil tot hij die in 2015 verruilde voor die van St. Gallen. Hiervoor debuteerde hij op 6 februari 2019 in het eerste elftal, in de Super League tegen FC Zürich. Hij groeide meteen uit tot basisspeler en speelde in zijn eerste seizoen elf competitieduels. Stergiou maakte op 1 juli 2020 zijn eerste competitietreffer, tegen Neuchâtel Xamax FCS. Hij speelde dat seizoen 34 van de 36 speelronden in de Zwitserse competitie en eindigde met St. Gallen op de tweede plaats, achter Young Boys. Hij mocht hierdoor in september 2020 voor het eerst Europees voetbal spelen, in de voorronde van de Europa League. Zijn ploeggenoten en hij kwamen niet voorbij AEK Athene.
Stergiou speelde in 4,5 seizoen 139 competitieronden voor St. Gallen, waarvan 132 als basisspeler. Hij vertrok in augustus 2023 voor een jaar op huurbasis naar VfB Stuttgart. Dat bedong daarbij een optie tot koop.

## Clubstatistieken
| Seizoen     | Club            | Competitie   | Competitie | Competitie | Beker | Beker | Europa | Europa | Totaal | Totaal |
| Seizoen     | Club            | Competitie   | Wed.       | Dlp.       | Wed.  | Dlp.  | Wed.   | Dlp.   | Wed.   | Dlp.   |
| ----------- | --------------- | ------------ | ---------- | ---------- | ----- | ----- | ------ | ------ | ------ | ------ |
| 2018/19     | St. Gallen      | Super League | 11         | 0          | 0     | 0     | —      | —      | 11     | 0      |
| 2019/20     | St. Gallen      | Super League | 34         | 1          | 2     | 0     | —      | —      | 36     | 1      |
| 2020/21     | St. Gallen      | Super League | 32         | 0          | 4     | 0     | 1      | 0      | 37     | 0      |
| 2021/22     | St. Gallen      | Super League | 27         | 0          | 3     | 0     | —      | —      | 30     | 0      |
| 2022/23     | St. Gallen      | Super League | 35         | 0          | 4     | 0     | —      | —      | 39     | 0      |
| Club Totaal | Club Totaal     | Club Totaal  | 139        | 1          | 13    | 0     | 1      | 0      | 153    | 1      |
| 2023/24     | → VfB Stuttgart | Bundesliga   | 15         | 1          | 3     | 0     | —      | —      | 18     | 1      |
| Club Totaal | Club Totaal     | Club Totaal  | 15         | 1          | 3     | 0     | 1      | 0      | 18     | 1      |
| TOTAAL      | TOTAAL          | TOTAAL       | 154        | 2          | 16    | 0     | 1      | 0      | 171    | 2      |

## Interlandcarrière
Stergiou maakte deel uit van vrijwel alle Zwitserse nationale jeugdselecties vanaf Zwitserland –15. Hij nam met Zwitserland –21 deel aan zowel het EK –21 van 2021 als het EK –21 van 2023. Nadat hij tijdens dat eerste toernooi één keer inviel, was hij op dat van twee jaar later basisspeler en aanvoerder in alle wedstrijden van de Zwitsers. Stergiou debuteerde op 12 juni 2022 in het Zwitsers voetbalelftal. Bondscoach Murat Yakin liet hem toen in de 79e minuut invallen voor Ricardo Rodríguez tijdens een met 1–0 gewonnen wedstrijd in de UEFA Nations League tegen Portugal. Stergiou werd op 7 juni 2024 door Yakin opgenomen in de Zwitserse selectie voor het EK 2024 in Duitsland. Zwitserland overleefde een groep met Hongarije, Schotland en Duitsland en won in de achtste finales van Italië (2–0), voordat het in de kwartfinales op strafschoppen werd uitgeschakeld door Engeland. Stergiou kwam op het toernooi drie keer als invaller in actie.